# Andreas Stiborius
Andreas Stiborius (Boius) eigentlich Andreas Stöberl (* um 1464 in Pleiskirchen bei Altötting; † 3. September 1515 in Wien) war ein deutsch-österreichischer Astronom, Mathematiker und Theologe.

## Leben
Stiborius studierte ab 1479 in Ingolstadt, wo er 1484 Magister wurde. Ab 1497 wirkte er in Wien, wo er Prior des Herzogskollegs war. Er gehörte zur von Conrad Celtis begründeten Donaugesellschaft, einem Kreis humanistischer Gelehrter. 1502 erhielt er, neben Johannes Stabius, einen der beiden am Collegium poetarum et mathematicorum neu eingerichteten mathematischen Lehrstühle.
Mit Georg Tannstetter war er in die Bemühungen um eine Kalenderreform involviert. Sie verfassten gemeinsam ein Gutachten, das Maximilians I. – auf Wunsch von Papst Leo X. – von der Universität Wien anforderte. In diesem Ende 1514 fertiggestellten und bald darauf gedruckten Gutachten schlugen sie vor, in je 134 Tagen einen Schalttag auszulassen. Für eine Edition astronomischer Tabellen (Tabulae Eclypsium ..., Wien 1514) schrieb Stiborius zwei Vorreden. Der Herausgeber war jedoch Georg Tannstetter, nicht – wie in der Fachliteratur wiederholt irrtümlich angegeben – Stiborius. Tannstetter widmet im Jahr 1514 seinem – damals noch lebenden – Lehrer einen langen Abschnitt in seiner Darstellung der Wiener Mathematiker und Astronomen Viri Mathematici. Zuerst nennt Tannstetter die Titel von 16 von Stiborius verfassten wissenschaftlichen Werken – eine bemerkenswerte Anzahl vor allem angesichts dessen, dass von Stiborius nur wenige gedruckte Bücher erhalten sind. Danach führt er alle im Besitz von Stiborius befindlichen – wohl teilweise handschriftlichen – Bücher an und gibt damit einen Eindruck von einer damaligen Gelehrtenbibliothek. Die Bücher werden thematisch aufgelistet: Mehr als 20 Bücher über Astronomie, je ca. 10 über Perspektive, Geometrie und Arithmetik, und je ca. 5 über Metaphysik und Magie.
Stiborius wurde 1503  Domherr in St. Stephan. Bis zu seinem Tod 1515 war er Pfarrer in Stockerau (bei Wien), wo er auch begraben wurde.
Der Mondkrater Stiborius ist nach ihm benannt.

## Werke
- (Herausgeber:) Robert Grosseteste: Libellus Linconiensis de physicis lineis, angulis et figuris. Nürnberg 1503 zum Digitalisat
- Super requisitione S. Leonis P. X. et D. Maximiliani Imp. … de romani Calendarii correctione consilium. Wien, wahrscheinlich 1515